# Microstylum libo
Microstylum libo là một loài ruồi trong họ Asilidae. Microstylum libo được Walker miêu tả năm 1849. Loài này phân bố ở miền Ấn Độ - Mã Lai.